# Det Europæiske Folkepartis Gruppe (Kristelige Demokrater)
 Denne artikel omhandler Gruppen for Det Europæiske Folkeparti. Opslagsordet har også en anden betydning, se Det Europæiske Folkeparti.
Gruppen for Det Europæiske Folkeparti (eng.: Group of the European People's Party, fork. EPP) er en centrum-højre-gruppe i Europa-Parlamentet, der primært består af repræsentanter for Europæisk Folkeparti og deres medlemspartier. Gruppen består af 188 medlemmer fra både konservative og kristendemokratiske partier og er således parlamentets største. Dens formand er Manfred Weber fra Tyskland.
EPP er en af de ældste partigrupper i parlamentet og har rødder tilbage til september 1952, hvor det første møde i parlamentets forgænger, EKSF-forsamlingen, blev afholdt. Gruppen var oprindeligt udtalt kristendemokratisk, men efter at dens indflydelse aftog, begyndte den i 1980'erne og 1990'erne at optage andre centrum-højre-partier. Navnet ændredes i 1978 fra Den Kristendemokratiske Gruppe til Den Kristendemokratiske Gruppe (Europæisk Folkeparti) for at understrege koblingen til Europæisk Folkeparti. Efter det første europaparlamentsvalg i 1979 ændredes navnet til det nuværende. I 1999 tilsluttede Europademokraterne sig gruppen, der sidenhen blev den største i parlamentet. Som følge af interne politiske uenigheder mellem de EU-positive og de EU-skeptiske medlemmer, brød britiske Conservatives efter valget i 2009 ud af EPP for at danne sin egen partigruppe.
EPP har skønt gruppen har været parlamentets største siden 1999 ikke absolut flertal, og har derfor traditionelt indgået i en stor koalition med den socialdemokratiske gruppe PASD senere S&D for at kunne danne flertal. Dog samarbejdede man fra 1999 til 2004 fast med den liberale gruppe, ALDE. Dette samarbejde er desuden fortsat efter Europa-Parlamentsvalget 2019, hvor den konservative gruppe blev noget mindre.
Blandt medlemspartierne i EPP er Konservative fra Danmark, svenske Moderaterna og Kristdemokraterna, CDU og CSU fra Tyskland, franske Union pour un Mouvement Populaire, Borgerplatformen fra Polen og østrigske ÖVP.